# FH Hafnarfjörður
El Fimleikafélag Hafnarfjörður (en español: Club Gimnástico de Hafnarfjörður), más conocido como FH Hafnarfjörður o simplemente FH, es un club islandés de fútbol procedente de la localidad de Hafnarfjörður, la tercera ciudad en importancia del país.

## Historia
El club fue fundado el 14 de octubre de 1929. En 1935 la sociedad se fusionó con el vecino Haukar Hafnarfjörður, equipo de la misma localidad, pasando a denominarse el nuevo club surgido ÍB Hafnarfjörður. 
Bajo ese nombre, el club alcanzó por primera vez la primera división islandesa (Urvalsdeild Karla) en 1956. Su mejor temporada fue el cuarto lugar de 1957. Descendió en 1958 y regresó en 1960 pero volvió a bajar en 1961, temporada en la que perdió nueve de diez partidos jugados. Entonces se deshizo la unión de ambos clubes y el FH recuperó su antigua denominación y personalidad.
En 1972 alcanzó la final de la Copa Islandesa cuando jugaba en la segunda división. En 1974 alcanzó de nuevo la primera división, por primera vez con la denominación de FH. Tras unas temporadas en los puestos bajos de la clasificación, descendió a segunda división en 1978. Nuevo ascenso en 1979 y descenso en 1981. Nuevo ascenso en 1984 y descenso en 1987. Ascenso en 1988 cuando comienza la primera edad dorada del club.
En 1989 el FH logró su primer subcampeonato de Liga y su primera clasificación para la Copa de la UEFA. En 1991 alcanzó su segunda final de Copa, que volvió a perder. En 1993 de nuevo se clasificó para la Copa de la UEFA. En 1994 repitió la misma clasificación. En 1995, por el contrario realizó una pésima campaña y descendió a la segunda división, donde pasó varias campañas.
En 2000 el FH ganó el torneo de segunda división y volvió a Primera división. En 2003 logró de nuevo el subcampeonato de Liga, lo que le valió regresar a la Copa de la UEFA. El gran éxito del FH llegó por fin en 2004 cuando ganó por primera vez en su historia el título de Liga. En 2005 repitió el éxito por segunda vez consecutiva obteniendo el campeonato con 48 de 54 puntos posibles. El jugador del FH Tryggvi Guðmundsson fue máximo goleador del torneo con 16 goles en 17 partidos seguido de su compañero de equipo Allan Borgvardt (13 goles en 15 partidos), que además fue elegido jugador del año y fichó por el Viking Stavanger de Noruega.
El bloque del equipo campeón se mantuvo para la temporada 2006. Además de la baja de Allan Borgvardt, el jugador preferido de la afición Jón Þorgrímur Stefánsson abandonó el club y fichó por el HK Kópavogur, su equipo de la infancia. El entrenador del club, Sigfinnur Garðarsson abandonó el equipo para fichar por el Fylkir. Fue sustituido en el cargo por el antiguo capitán Heimir Guðjónsson, que se había retirado en 2005.
El 11 de julio de 2014 el equipo pierde por goleada en un posible caso de amaño que está siendo investigado por FIFA.
Los colores del club son negro y blanco. Su estadio se llama Kaplakrikavöllur y tiene una capacidad de 6.738 espectadores.

## Palmarés

### Torneos nacionales
- Úrvalsdeild Karla (8): 2004, 2005, 2006, 2008, 2009, 2012, 2015, 2016
- Copa de Islandia (2): 2007, 2010
- 2. deild karla (1): 1967
- Copa de la liga islandesa (6): 2002, 2004, 2006, 2007, 2009, 2014
- Supercopa de Islandia (6): 2004, 2006, 2008, 2009, 2010, 2013

### Torneos internacionales
- Copa del Atlántico (1): 2005

## Participación en competiciones de la UEFA
| Temporada | Torneo                   | Ronda            | Club                 | Ida | Vuelta | Global      |  |
| --------- | ------------------------ | ---------------- | -------------------- | --- | ------ | ----------- |  |
| 2004–05   | UEFA Cup                 | Clasificatoria 1 | Haverfordwest County | 1–0 | 3–1    | 4–1         |  |
| 2004–05   | UEFA Cup                 | Clasificatoria 2 | Dunfermline Athletic | 2–2 | 2–1    | 4–3         |  |
| 2004–05   | UEFA Cup                 | 1                | Alemannia Aachen     | 1–5 | 0–0    | 1–5         |  |
| 2005–06   | UEFA Champions League    | Clasificatoria 1 | Neftchi Baku         | 0–2 | 1–2    | 1–4         |  |
| 2006–07   | UEFA Champions League    | Clasificatoria 1 | TVMK                 | 3–2 | 1–1    | 4–3         |  |
| 2006–07   | UEFA Champions League    | Clasificatoria 2 | Legia Warsaw         | 0–1 | 0–2    | 0–3         |  |
| 2007–08   | UEFA Champions League    | Clasificatoria 1 | HB Tórshavn          | 4–1 | 0–0    | 4–1         |  |
| 2007–08   | UEFA Champions League    | Clasificatoria 2 | BATE                 | 1–3 | 1–1    | 2–4         |  |
| 2008–09   | UEFA Cup                 | Clasificatoria 2 | Aston Villa          | 1–4 | 1–1    | 2–5         |  |
| 2009–10   | UEFA Champions League    | Clasificatoria 2 | Aktobe               | 0–4 | 0–2    | 0–6         |  |
| 2010–11   | UEFA Champions League    | Clasificatoria 2 | BATE                 | 1–5 | 0–1    | 1–6         |  |
| 2011–12   | UEFA Europa League       | Clasificatoria 2 | Nacional             | 1–1 | 0–2    | 1–3         |  |
| 2012–13   | UEFA Europa League       | Clasificatoria 2 | AIK                  | 1–1 | 0–1    | 1–2         |  |
| 2013–14   | UEFA Champions League    | Clasificatoria 2 | Ekranas              | 1–0 | 2–1    | 3–1         |  |
| 2013–14   | UEFA Champions League    | Clasificatoria 3 | Austria Wien         | 0–1 | 0–0    | 0–1         |  |
| 2013–14   | UEFA Europa League       | Play-off         | Genk                 | 0–2 | 2–5    | 2–7         |  |
| 2014–15   | UEFA Europa League       | Clasificatoria 1 | Glenavon             | 3–0 | 3–2    | 6–2         |  |
| 2014–15   | UEFA Europa League       | Clasificatoria 2 | Neman Grodno         | 1–1 | 2–0    | 3–1         |  |
| 2014–15   | UEFA Europa League       | Clasificatoria 3 | Elfsborg             | 1–4 | 2–1    | 3–5         |  |
| 2015–16   | UEFA Europa League       | Clasificatoria 1 | SJK                  | 1–0 | 1–0    | 2–0         |  |
| 2015–16   | UEFA Europa League       | Clasificatoria 2 | Inter Baku           | 1–2 | 2–2    | 3–4 (a.e.t) |  |
| 2016–17   | UEFA Champions League    | Clasificatoria 2 | Dundalk              | 1–1 | 2-2    | 3–3 (a)     |  |
| 2017-18   | UEFA Champions League    | Clasificatoria 2 | Víkingur Gøta        | 1–1 | 2–0    | 3–1         |  |
| 2017-18   | UEFA Champions League    | Clasificatoria 3 | Maribor              | 0–1 | 0–1    | 0–2         |  |
| 2017-18   | UEFA Europa League       | Playoff          | Braga                | 1–2 | 2–3    | 3–5         |  |
| 2018-19   | UEFA Europa League       | Clasificatoria 1 | Lahti                | 3–0 | 0–0    | 3–0         |  |
| 2018-19   | UEFA Europa League       | Clasificatoria 2 | Hapoel Haifa         | 1–1 | 0–1    | 1–2         |  |
| 2020-21   | UEFA Europa League       | Clasificatoria 1 | DAC Dunajská Streda  | 0–2 | –      | 0–2         |  |
| 2021-22   | Europa Conference League | Clasificatoria 1 | Sligo Rovers         | 1–0 | 2–1    | 3–1         |  |
| 2021-22   | Europa Conference League | Clasificatoria 2 | Rosenborg            | 0–2 | 1–4    | 1–6         |  |

### Récord Europeo
| Torneo                 | J  | G  | E | P | GF | GC |
| ---------------------- | -- | -- | - | - | -- | -- |
| UEFA Champions League  | 19 | 5  | 5 | 9 | 19 | 24 |
| UEFA Cup/Europa League | 27 | 11 | 8 | 8 | 37 | 37 |